# Stuart Margolin
Stuart Margolin (* 31. Januar 1940 in Davenport, Iowa; † 12. Dezember 2022 in Staunton, Virginia) war ein US-amerikanischer Schauspieler, Regisseur und Drehbuchautor.

## Leben
Margolin besuchte die South Oak Cliff Highschool in Dallas, Texas und begann seine Karriere als Drehbuchautor von Off-Broadway-Produktionen. Mitte der 1960er Jahre wurde er als Schauspieler zunächst in Gastrollen in Fernsehserien wie Auf der Flucht und Rauchende Colts tätig. Von 1969 bis 1973 spielte er in der Sitcom Wo die Liebe hinfällt, dort führte er 1973 auch erstmals Regie.
1971 spielte er in der Westernserie Nichols erstmals an der Seite von James Garner, diese wurde allerdings nach nur einer Staffel eingestellt. International bekannt wurde er durch seine mit zwei Emmy-Awards ausgezeichnete Darstellung des Angel Martin in der Serie Detektiv Rockford – Anruf genügt, die er zwischen 1974 und 1980 spielte und in der erneut Garner die Hauptrolle spielte. Anschließend spielte er mit Garner in der Serie Bret Maverick, einer Neuauflage der erfolgreichen Westernserie von 1957. Diese konnte jedoch den Erfolg nicht wiederholen und wurde nach nur einer Staffel eingestellt.
Margolin war in den 1970er Jahren auch in einigen erfolgreichen Spielfilmen zu sehen, darunter als einer der amerikanischen Soldaten in Stoßtrupp Gold mit Clint Eastwood und als Rinderbaron und Waffenfan im Thriller Ein Mann sieht rot mit Charles Bronson in den Hauptrollen. Weitere Filmrollen hatte er in Futureworld – Das Land von Übermorgen, Der stählerne Adler II und Schuldig bei Verdacht.
Er war in den fünf Jahrzehnten seiner Karriere Gaststar in verschiedenen Serien, von Verliebt in eine Hexe über M*A*S*H, Magnum und 30 Rock. Zwischen 1994 und 1999 wiederholte er an der Seite von James Garner die Rolle des Angel Martin in acht Fernsehfilm-Fortsetzungen der Serie Detektiv Rockford – Anruf genügt. Von 2002 bis 2004 hatte er in der kanadischen Serie Tom Stone eine wiederkehrende Rolle. Sein schauspielerisches Schaffen für Film und Fernsehen umfasst rund 120 Produktionen.
Margolin arbeitete bereits seit Mitte der 1970er Jahre als Regisseur, zunächst inszenierte er Episoden von Fernsehserien, an denen er zum Teil auch als Schauspieler beteiligt war, darunter Detektiv Rockford – Anruf genügt und Bret Maverick. Mitte der 1990er Jahre drehte er zwei Filme mit den Olsen-Zwillingen. 1996 erhielt er für den Kinderfilm Ein Elch namens Charlie den DGA-Award, nachdem er bereits 1992 für die Regie einer Folge von Ausgerechnet Alaska erstmals für den Preis nominiert worden war. Für die Fernsehproduktion Das schönste Geschenk war er als Regisseur sowohl für einen Emmy- wie auch ein weiteres Mal für einen DGA-Award nominiert. Als Regisseur war er an mehr als 50 Produktionen beteiligt, zuletzt inszenierte er 2010 eine Folge der Serie The Bridge.
Margolin war verheiratet und der Stiefvater des Schauspielers Max Martini. Er war, anders als häufig angegeben, nicht mit der Schauspielerin Janet Margolin verwandt.

## Filmografie (Auswahl)

### Als Schauspieler
- 1964: Auf der Flucht (The Fugitive, Fernsehserie)
- 1965: Alfred Hitchcock Presents (The Alfred Hitchcock Hour, Fernsehserie)
- 1965: Rauchende Colts (Gunsmoke, Fernsehserie)
- 1968: Verliebt in eine Hexe (Bewitched, Fernsehserie)
- 1968: Die Leute von der Shiloh Ranch (The Virginian, Fernsehserie)
- 1970: Die Partridge Familie (The Partridge Family, Fernsehserie)
- 1970: Stoßtrupp Gold (Kelly’s Heroes)
- 1973: Cannon (Fernsehserie)
- 1974: Ein Mann sieht rot (Death Wish)
- 1974–1979: Detektiv Rockford – Anruf genügt (The Rockford Files, Fernsehserie, 37 Folgen)
- 1974: M*A*S*H (Fernsehserie)
- 1974: Spieler ohne Skrupel (The Gambler)
- 1976: Futureworld – Das Land von Übermorgen (Futureworld)
- 1976: Die haarsträubende Reise in einem verrückten Bus (The Big Bus)
- 1978: In der Glut des Südens (Days of Heaven)
- 1981: Bret Maverick
- 1981: S.O.B. – Hollywoods letzter Heuler (S.O.B.)
- 1983: Class
- 1983: Ein Colt für alle Fälle (The Fall Guy, Fernsehserie)
- 1983: Magnum (Magnum, p.i., Fernsehserie)
- 1985: Polizeirevier Hill Street (Hill Street Blues, Fernsehserie)
- 1986: Die Fälle des Harry Fox (Crazy Like a Fox, Fernsehserie, 1 Folge)
- 1986: Ärger, nichts als Ärger (A Fine Mess)
- 1988: Der stählerne Adler II (Iron Eagle II)
- 1991: Schuldig bei Verdacht (Guilty by Suspicion)
- 1992: Matlock (Fernsehserie)
- 1992: Kidnapping der Nervensägen (To Grandmother’s House We Go)
- 2002–2004: Tom Stone (Fernsehserie)
- 2009: 30 Rock (Fernsehserie)
- 2009: Saturday Night Live (Comedyshow)
- 2010: The Bridge (Fernsehserie, 1 Folge)
- 2011: Call Me Fitz (Fernsehserie, 1 Folge)
- 2012: Arbitrage – Macht ist das beste Alibi (Arbitrage)
- 2013: Republic of Doyle – Einsatz für zwei (Republic of Doyle, Fernsehserie, 1 Folge)
- 2018: Akte X – Die unheimlichen Fälle des FBI (The X-Files, Fernsehserie, 1 Folge)
- 2020: What the Night Can Do

### Als Regisseur
- 1974–1977: Detektiv Rockford – Anruf genügt (The Rockford Files)
- 1977: Wonder Woman (Fernsehserie)
- 1977: Love Boat (The Love Boat, Fernsehserie)
- 1979: Hart aber herzlich (Hart to Hart, Fernsehserie)
- 1981–1982: Bret Maverick (Fernsehserie)
- 1983: Magnum (Magnum, p.i., Fernsehserie)
- 1984: Die Fälle des Harry Fox (Crazy Like a Fox, Fernsehserie)
- 1989: Zurück in die Vergangenheit (Quantum Leap, Fernsehserie)
- 1991: Ausgerechnet Alaska (Northern Exposure, Fernsehserie)
- 1993: Halloween Twins, jetzt hexen sie doppelt (Double, Double, Toil and Trouble)
- 1993: Medicine River
- 1994: Abenteuer auf der Wildwasser-Ranch (How the West Was Fun)
- 1996: Ein Elch namens Charlie (Salt Water Moose)
- 1997–1999: Ein Wink des Himmels (Home of the Brave, später Promised Land, Fernsehserie)
- 1998: Das schönste Geschenk
- 1998: Ein Hauch von Himmel (Touched By An Angel, Fernsehserie)
- 2002–2003: Tom Stone (Fernsehserie)
- 2006–2007: Intelligence (Fernsehserie)

### Als Drehbuchautor
- 1979: Dollarrausch (A Man, a Woman and a Bank)
- 1989: Neon Rider
- 1991: Eine Frau von Ehre
- 1994: Die Mounties von Lynx River (North of 60)
- 1999: Abenteuer im Land der Grizzlys (Grizzly Falls)
- 2020: What the Night Can Do

## Auszeichnungen (Auswahl)
- 1979: Emmy-Award für Detektiv Rockford – Anruf genügt
- 1980: Emmy-Award für Detektiv Rockford – Anruf genügt
- 1987: Emmy-Nominierung für The Tracey Ullman Show
- 1992: Directors-Guild-of-America-Award-Nominierung für Ausgerechnet Alaska
- 1997: Gemini-Award-Nominierung für The Diana Kilmury Story
- 1997: Directors Guild of America Award für Ein Elch namens Charlie
- 1999: Emmy-Nominierung für Das schönste Geschenk
- 1999: Directors-Guild-of-America-Award-Nominierung für Das schönste Geschenk
- 2002: Gemini-Award-Nominierung für Tom Stone
- 2003: Gemini-Award-Nominierung für Tom Stone